# Lokomotiv Plovdiv
Lokomotiv Plovdiv (Bulgaars: Професионален футболен клуб Локомотив Пловдив) is een Bulgaarse betaaldvoetbalclub uit Plovdiv, opgericht in 25 juli 1926. De club is ongeveer even succesvol als stadsrivaal Botev Plovdiv. 

## Geschiedenis
De club werd opgericht in 1945 na een fusie tussen Sportklub Plovdiv en Partsjevitsj Plovdiv onder de naam SP 45 Plovdiv. De club houdt 1926, de oprichtingsdatum van Sportklub, aan als oprichtingsjaar. De club nam datzelfde jaar nog deel aan de eindronde om de Bulgaarse titel en bereikte daar knap de halve finale, die ze verloren van Lokomotiv Sofia. In 1946 werd de naam gewijzigd in Slavija Plovdiv. De club nam opnieuw deel aan de Bulgaarse eindronde en verloor nu van Slavia Sofia in de eerste ronde. Ook in 1947 werd de club in de eerste ronde verslagen, nu door Hadzji Slavtsjev Pavlikeni. In 1948 won de club in de 1/8ste finale van Spartak Pleven en fuseerde na deze wedstrijd met Tsjengelov Plovdiv en trad zo in de kwartfinale aan als Slavija-Tsjengelov Plovdiv, waar ze verloren van Levski Sofia. 
Na dit seizoen werd er een uniforme competitie ingevoerd in Bulgarije. De club speelde een kwalificatietoernooi en werd de vertegenwoordiger van de regio Plovdiv. Tijdens de winterstop veranderde de club de naam terug in Slavia. 
In 1955 degradeerde de club uit de hoogste klasse en herstelde niet snel van deze slag, pas in 1962 promoveerde de club opnieuw en haalde goede resultaten. In 1964/65 haalde de club de 1/8ste finales van de Jaarbeursstedenbeker en verloor daar van Juventus. In 1969 werd de club derde; in de Jaarbeursstedenbeker was deze keer de eerste ronde het eindpunt, opnieuw gestopt door Juventus.
Na het vicekampioenschap in 1973 werd de 2de ronde van de UEFA Cup bereikt, daar was Budapesti Honvéd SE echter te sterk. Ook in 1974 en 1976 kwalificeerde de club zich voor de UEFA Cup dankzij een goede plaats, de eerste ronde was telkens het eindpunt.
De club kreeg te kampen met financiële problemen en degradeerde in 1980 naar de 2de klasse. Lokomotiv promoveerde in 1983 gevolgd door een degradatie en een nieuwe promotie. Na enkele middelmatige plaatsen werd de club 4de in 1992 en 3de in 1993. AJ Auxerre en Lazio Roma zorgden er in de UEFA Cup voor dat de club de eerste ronde niet overleefde. Na 1995 ging de spiraal weer neerwaarts en in 1999 werd de club laatste in de competitie.
In 2001 promoveerde de club opnieuw en werd de club opgekocht door Georgi Iliev, hij trok Dimitar Dimitrov aan als trainer, die Levski Sofia en Liteks Lovetsj al aan de titel had geholpen. De eerste seizoenen waren succesvol met een 6de en 5de plaats. Omdat Europese kwalificatie niet gehaald werd trok Iliev Eduard Eranosjan als trainer aan. De club werd voor de 1ste keer landskampioen. In de volgende kwalificatie voor de Champions League was de club echter geen maat voor de Belgische vicekampioen Club Brugge.
Het volgende jaar werd de titel niet verlengd en werd Lokomotiv 3de. Een dag nadat in 2005 de kwalificatie voor de groepsfase van de UEFA Cup werd bereikt, werd voorzitter Iliev vermoord.
Op 14 mei 2007 werd ook de daaropvolgende voorzitter, Alexander Tasev, om het leven gebracht. Volgens de lokale media had zakenman Tasev banden met de drugsmaffia. In Bulgarije zijn de afgelopen jaren meer zakenlieden die zich in de sportwereld hebben ingekocht op een gewelddadige manier om het leven gekomen.
In het seizoen 2011-2012 werd de club 6e in de competitie, en als verliezend bekerfinalist werd de 2e voorronde UEFA Europa League behaald. Het trof hierin Vitesse. In 2019 won Lokomotiv voor het eerst in de historie de Bulgaarse voetbalbeker door stadgenoot Botev Plovdiv met 1-0 te verslaan.

### Moorden
Sinds 1995 werden zes voorzitters van de voetbalclub vermoord. Op volgorde George Kalapatirov (1995), Georgi Prodanov (1995), Petar Petrov (1998), Nicolaï Popov (2005), Georgi Iliev (2005) en Alexander Tasev (2006). Prodanov verongelukte nadat de remleidingen van zijn auto waren doorgesneden, de andere vijf werden doodgeschoten. Geen van de moorden is ooit opgelost.

## Erelijst
- Landskampioen
  - 2004
- Beker van Bulgarije
  - Winnaar: 1983, 2019, 2020
  - Finalist: 1940, 1942, 1948, 1960, 1971, 1982, 2012
- Bulgaarse Supercup
  - Winnaar:  2004, 2020

## Naamsveranderingen
- 1926 : Opgericht Sportclub Plovdiv
- 1945 : S.P. 45 (Sportclub Parchevich 1945)
- 1946 : Slavija Plovdiv
- 1947 : Slavija-Tsjengelov Plovdiv
- 1949 : Slavija Plovdiv
- 1949 : Energia Plovdiv
- 1949 : Torpedo Plovdiv
- 1951 : Lokomotiv Plovdiv

## Eindklasseringen vanaf 1949
| 7 |

| 7 |

| 7 |

| 6 |

| 4 |

| 6 |

| 13 |

| 1 |

| 4 |

| 2 |

| 3 |

| 5 |

| 2 |

| 12 |

| 7 |

| 8 |

| 6 |

| 5 |

| 11 |

| 9 |

| 3 |

| 5 |

| 4 |

| 10 |

| 2 |

| 3 |

| 6 |

| 4 |

| 8 |

| 11 |

| 14 |

| 15 |

| 2 |

| 10 |

| 8 |

| 15 |

| 2 |

| 7 |

| 6 |

| 7 |

| 14 |

| 13 |

| 11 |

| 3 |

| 4 |

| 5 |

| 7 |

| 11 |

| 10 |

| 13 |

| 15 |

| 7 |

| 4 |

| 4 |

| 6 |

| 1 |

| 3 |

| 5 |

| 7 |

| 9 |

| 6 |

| 12 |

| 5 |

| 6 |

| 9 |

| 7 |

| 10 |

| 5 |

| 5 |

| 8 |

| 10 |

| 5 |

| 2 |

| 9 |

| 5 |

| 5 |

| 13 |

| Parva Liga/A Grupa | Vtora Liga/B Grupa | Treta Liga/V AFG | A OFG Regionaal |

## In Europa
Lokomotiv Plovdiv speelt sinds 1963 in diverse Europese competities. Hieronder staan de competities en in welke seizoenen de club deelnam:
- Champions League (1x)

2004/05
- Europa League (3x)

2012/13, 2019/20, 2020/21
- Conference League (1x)

2021/22
- UEFA Cup (8x)

1971/72, 1973/74, 1974/75, 1976/77, 1983/84, 1992/93, 1993/94, 2005/06
- Intertoto Cup (1x)

2006
- Jaarbeursstedenbeker (5x)

1963/64, 1964/65, 1965/66, 1967/68, 1969/70